# El fantasma de la libertad
El fantasma de la libertad es una película coproducida entre Francia e Italia, dirigida en 1974 por Luis Buñuel. Se trata de una película en la que los fantasmas habituales en el cine de Buñuel aparecen en todo su apogeo y en la que se retoman algunos temas y constantes propios del surrealismo.

## Temas
Distintas historias se entrecruzan y tratan distintos temas: la religión, el poder, las convenciones sociales. Buñuel se burla de todo ello proponiendo un mundo al revés.

## Argumento
La película se divide en 14 viñetas (o capítulos) entrelazadas por un personaje o una situación que conecta una historia con la siguiente. Buñuel ya había probado esta forma de dirigir en La edad de oro, con los amantes como hilo conductor. 
La historia comienza en Toledo, en 1808, cuando las tropas napoleónicas asaltan la ciudad. Uno de los soldados besa la estatua de una mujer y es agredido por otra estatua de un hombre, ofreciendo una versión cómica de la leyenda "El Beso", de Gustavo Adolfo Bécquer. El mismo soldado, para vengarse, profana la tumba de doña Elvira; esta escena sugiere la necrofilia. La voz en off de una mujer nos iba narrando la historia, pero al tropezar con la palabra "parafernalia" (cuyo significado desconoce), cambian el espacio y el tiempo, y nos encontramos en un parque de la actualidad.
La voz que cerró la viñeta anterior resulta ser la de una señora, nodriza de una niña a la cual está cuidando en un parque. Esta (Veronique) y otra niña (Valerie) se encuentran con un hombre sospechoso, supuestamente pederasta, que les entrega unas postales que podrían ser pornográficas. 
En un apartamento, un hombre que resulta ser el padre de Veronique, contemplando dos cuadros colgados simétricamente en la pared exclama: "¡No soporto la simetría!". Cuando él y su esposa descubren las postales de su hija, resultan totalmente inofensivas, pero provocan la excitación de los personajes. Se van a dormir y en la habitación aparecen, por este orden: un gallo, una mujer con un reloj de bolsillo y una vela, un cartero en bicicleta que les entrega una carta, y un emú. A continuación, el marido va al médico, que le recomienda consultar a un psicoanalista. Una enfermera entra al despacho con la intención de que la dejen salir antes de hora para visitar a su padre enfermo y cambia el curso de la historia.
En el camino, por la carretera, la enfermera se encuentra con un tanque y unos soldados que le preguntan si ha visto zorros por el camino. Pernocta en un establecimiento en el que se encuentran varios monjes, un guitarrista y una bailarina, un matrimonio masoquista y una mujer y su amante, que es a la vez su sobrino. A la mañana siguiente, la enfermera se dispone a ir a Argenton; un hombre que se encuentra allí le pide amablemente si le puede llevar. Cuando ambos llegan a destino, el hombre se despide de la enfermera y cambiamos nuevamente el curso de la historia.
El hombre es un inspector que se dirige a una academia de policía. Les cuenta a sus alumnos una cena que tuvo en su casa con su mujer y unos amigos. Vemos a los invitados sentados sobre retretes y hablando sobre productos tóxicos que contaminan el mundo. El inspector de policía se levanta para ir al baño y se sienta en el retrete para comer. Dos de los alumnos tienen que irse. Paran a un conductor que excede en velocidad y vuelve a cambiar el curso de la historia.
El conductor va a una cita con su médico, que le anuncia que tiene cáncer y poco después le ofrece un cigarro. El paciente le da una bofetada y se marcha. El mismo personaje regresa a casa y recibe una llamada telefónica en la que le comunican que no encuentran a su hija en la escuela. Cuando llega al colegio con su mujer y la niñera, observa que su hija está allí, pero por alguna razón no se aperciben de su presencia. Van a la comisaría a denunciar la desaparición. El comisario le dice a uno de los agentes que vaya a limpiarse los zapatos y este obedece, yendo para ello a una zapatería; en el momento en que sale de allí, la trama vuelve a cambiar y gira en torno al segundo cliente que se encontraba en dicha zapatería.
El cliente es un francotirador que comienza a disparar indiscriminadamente a los ciudadanos desde un trigésimo piso. Es detenido y condenado a pena de muerte. Tras la sentencia, el francotirador es puesto en libertad. Una voz en off nos relata el proceso judicial. 
La situación vuelve a cambiar y llegamos al último capítulo: el comisario informa al padre de la niña desaparecida de que la han localizado. Cuando el comisario se dispone a leerle el informe, su secretaria le recuerda que tiene una reunión importante y él se marcha a un restaurante, sin llegar a terminar la lectura del informe al padre. Una mujer entra en el restaurante y el comisario, asombrado por el parecido físico con su hermana difunta, le cuenta la historia de un caluroso verano en el que ella tocaba el piano desnuda. Mientras comentan la muerte de la hermana, el camarero recibe una llamada para el comisario de parte de alguien que dice ser su hermana. Tras confirmar que realmente se trata de ella, se dirige al cementerio a profanar su tumba.
El comisario es detenido por policías que le ignoran cuando les advierte de que él es el comisario. A la mañana siguiente es llevado hasta un segundo comisario, que ocupa ya su puesto. Después de una charla cordial, ambos se marchan al zoológico, donde un grupo de gente grita: "¡Vivan las cadenas!". El segundo comisario les da la señal a sus hombres para que carguen armas y el primero les ordena abrir fuego. 
Un avestruz mira fijamente a la cámara, mientras se escucha de fondo un sonido de campanas y disparos.
Al principio de la película se puede ver a Buñuel disfrazado de monje, dispuesto a ser fusilado.

## Contexto histórico y social
El fantasma de la libertad fue la penúltima película de Luis Buñuel, filmada al final de su carrera. En el tiempo de producción tenía 74 años y estaba considerando jubilarse. La película resume muchas de las preocupaciones que impregnan toda su obra y fue, además, una de sus favoritas: 

El azar todo lo gobierna; la necesidad, que lejos está de tener la misma pureza, solo viene más tarde. Si tengo debilidad por alguna de mis películas, sería por El fantasma de la libertad, porque prueba a salir solo este tema.
(Buñuel, 1983)

La película contiene incidentes cortos y escenarios recogidos a lo largo de la vida de Buñuel, organizado en un estilo de juego surreal donde aparentemente ideas inconexas son enlazadas por encuentros del azar. La película comienza en Toledo donde las tropas Napoleónicas se disponen a ejecutar un grupo de hombres que gritan "¡Vivan las cadenas!", que alude a un acontecimiento histórico: el gobierno francés suponía la implantación en España del Nuevo Régimen, pero el pueblo recibía al «deseado» Fernando VII con la soflama antedicha. Situada la acción en Toledo esta era una ciudad de grato recuerdo para Buñuel, que en 1923 fundó una parodia de orden eclesiástica, a la que llamó «Orden de Toledo».
La película es infundida con su experiencia personal. Cuando era estudiante en Madrid, había visto los cabellos del cadáver de una mujer, "creciendo" desde una tumba a la luz de la luna. La visión provocó una impresión tan fuerte en él, que la incluyó en esta película cincuenta años más tarde. En 1940, cuando vivía en Los Ángeles y no tenía ninguna perspectiva de trabajo para una película, se le ocurrió la idea de una niña perdida a quien sus padres buscan infructuosamente, mientras ella permanece a su lado, invisible y sin embargo visible. El fraile carmelita dice: "Si todo el mundo rogara cada día a San José, todo estaría bien", cita que había "enganchado" a Buñuel cuando visitaba un monasterio en 1960. Uno de los más conmovedores detalles biográficos que usó en El fantasma de la libertad, es la secuencia en la que el doctor intenta evitar decir a su paciente que tiene cáncer de hígado. Esto se basó en una experiencia del mismo Buñuel, a quien le habían detectado un quiste hepático (murió de ese cáncer en 1983).
El título de la película es un homenaje al Manifiesto Comunista de Karl Marx y Friedrich Engels. Concretamente, se cita en la frase de apertura: "Un espectro vaga por Europa, el espectro del Comunismo" (en francés, espectro es traducido como fantasma). Esta frase se refiere a la manera peyorativa en que eran usadas las ideas del Comunismo por las autoridades en el siglo XIX, para atacar a todos los partidos políticos que se opusieron al orden establecido (Estado, Nobleza e Iglesia). El Manifiesto Comunista fue escrito para ofrecer una visión positiva de las vistas, objetivos y tendencias de los comunistas de toda Europa. Buñuel y los surrealistas estaban vinculados a los comunistas en 1930, pero en 1950 habían desarrollado una gran antipatía hacia el partido.
El título de El fantasma de la libertad también se toma de su película La Vía Láctea (1968): "Tu libertad solo es un fantasma". Posiblemente se refiera a la manera en cómo los movimientos de derechos civiles de 1960 habían sido vistos como amenaza al orden establecido. Es más probable al referirse a la ilusiva naturaleza de la libertad, a las maneras en que nuestros destinos son controlados por la casualidad o como diría Buñuel:

Nos encontramos tantas veces en complicados cruces que nos llevan a otros cruces, siempre a laberintos más fantásticos. De alguna manera tenemos que escoger un camino. Buñuel, (1983.)

Esta cita no es sólo paralela a la estructura de la película, sino que también resume la filosofía de la vida de Buñuel. Después de que se le otorgara el Premio Óscar a la mejor película extranjera en 1972 (por El discreto encanto de la burguesía, también con Serge Silberman de productor y de guionista Jean-Claude Carrière), parecía haber recuperado la autonomía creativa de sus tempranas películas. El fantasma de la libertad puede, por lo tanto, ser vista como una película personal de un director que refleja una larga carrera creativa.